# Лазе (Старе Петрово Село)
Лазе (хорв. Laze) — населений пункт у Хорватії, у Бродсько-Посавській жупанії у складі громади Старо Петрово Село.

## Населення
Населення за даними перепису 2011 року становило 314 осіб.
Динаміка чисельності населення поселення:

## Клімат
Середня річна температура становить 11,37 °C, середня максимальна – 26,22 °C, а середня мінімальна – -6,01 °C. Середня річна кількість опадів – 878 мм.
| Клімат поселення                              | Клімат поселення | Клімат поселення | Клімат поселення | Клімат поселення | Клімат поселення | Клімат поселення | Клімат поселення | Клімат поселення | Клімат поселення | Клімат поселення | Клімат поселення | Клімат поселення | Клімат поселення |
| Показник                                      | Січ.             | Лют.             | Бер.             | Квіт.            | Трав.            | Черв.            | Лип.             | Серп.            | Вер.             | Жовт.            | Лист.            | Груд.            |                  |
| Середній максимум, °C                         | 6,41             | 8,72             | 13,16            | 17,72            | 22,88            | 26,22            | 25,93            | 24,90            | 21,00            | 15,80            | 10,10            | 5,92             |                  |
| Середня температура, °C                       | 0,20             | 2,50             | 6,93             | 11,52            | 16,68            | 20,01            | 21,76            | 20,74            | 16,85            | 11,60            | 5,90             | 1,77             |                  |
| Середній мінімум, °C                          | −6,01            | −3,7             | 0,74             | 5,30             | 10,47            | 13,79            | 17,58            | 16,56            | 12,68            | 7,47             | 1,77             | −2,41            |                  |
| Норма опадів, мм                              | 56               | 52               | 58               | 71               | 81               | 100              | 81               | 78               | 68               | 79               | 84               | 70               |                  |
| Середньомісячна швидкість вітру, м/с          | 1.60             | 1.85             | 2.20             | 2.10             | 1.90             | 1.80             | 1.72             | 1.60             | 1.54             | 1.56             | 1.60             | 1.66             |                  |
| Середньомісячна сонячна радіація, кДж/м²·день | 4341             | 7129             | 11034            | 15449            | 19454            | 21616            | 22546            | 20354            | 15041            | 9228             | 4908             | 3588             |                  |
| --------------------------------------------- | ---------------- | ---------------- | ---------------- | ---------------- | ---------------- | ---------------- | ---------------- | ---------------- | ---------------- | ---------------- | ---------------- | ---------------- | ---------------- |
| Джерело:                                      |                  |                  |                  |                  |                  |                  |                  |                  |                  |                  |                  |                  |                  |